# Зграда суда у Дофену
 Зграда суда у Дофену, покрајина Манитоба, Канада, једна је од најстаријих зграда у овом граду изграђена 1916. године од стране Семјуела Брауна (Samuel Brown) из Винипега, по нацртима локалног архитекте Џозефа Босона (Joseph Henry Bossons, 1859-?) у стилу неокласицистичке архитектуре.
Данас се у овој згради налази Покрајински суд Манитобе, са пратећом затворском јединицом.

## Историјат
Зграда суда у Дофену саграђена је 1916. од стране Семјуела Брауна, а стављена је у употребу 1917. године. У њој се данас налазе канцеларије, суднице и затворске просторије, једног од покрајинских судова Манитобе.
Покрајински суд у Дофену основан је по Закону о Покрајинским судовима Канаде. Он има првенствено кривичну надлежност, као и ограничену упоредну надлежност с првостепеним Queen’s Bench судом, по оним законским питањима која се односе на породице које живе ван подручја града Винипега. Више од деведесет пет процената свих кривичних предмета у Манитоби воде се у покрајинском суду, као што је овај у Дофену.

## Архитектура
Зграда суда у Дофену, налази се на адреси: 114 River Avenue West Dauphin, Manitoba R7N 0J7
Зграду је дизајнирао и пројектовао локални архитекта Џосеф Босон. Рођен у Енглеској 16. мај 1859, Босон је емигрирао у Канаду 1879.године, у којој је сукцесивно живео и радио као архитекта у Манитоби у Портижу ла Прери, Свон Риверу и Дофену, и у другим местима. Његови живот и рад после 1918. године, још увек, није познат.
Радови на изградњи започети су 1916. године, а окончани 1917. године када је зграда свечано отворена.
Зграда суда у Дофену је двоспратна грађевина од тврдог материјала обложена црвеном циглом и препокривена црепом на четири воде. Средишњи део зграде и њену фасаду украшавају декоративни бетонски стубови и декоративна бетонска пластика на угловима и прозорима, која је у архитектонском стилу који је владао у том периоду у Манитоби.